# ارتش بیانگ
ارتش بیانگ یا ارتش اقیانوس شمالی، ارتشی توانمند با آرایش غربی است که توسط دودمان چینگ در اواخر سدهٔ ۱۹ میلادی ایجاد شد. این ارتش بخش اصلی نیروی نظامی شاه چینگ بود. ارتش بیانگ نزدیک به سه دهه و احتمالاً تا ۱۹۴۹ نقش مهمی در سیاست چین داشت. این ارتش باعث شد تا انقلاب شین‌های ۱۹۱۱ ممکن شود. همچنین با افتادن حکومت به دست جنگ‌سالاران باعث ایجاد حکومت‌های محلی در چین شد.